# Jakub Pešek
Jakub Pešek (* 24. Juni 1993 in Hlinsko v Čechách, Chrudim) ist ein tschechischer Fußballspieler.

## Karriere

### Verein
Nachdem er in der Jugend für den FC Hlinsko und den MFK Chrudim gespielt hatte, schloss er sich 2008 Sparta Prag an und durchlief hier alle weiteren U-Mannschaften. Zur Saison 2012/13 vollzog er den Wechsel in die B-Mannschaft. Für die A-Mannschaft hatte er dann im November 2014 zudem einmal einen Kurzeinsatz. Von hier aus folgte dann Anfang 2015 eine Leihe zu Dynamo Budweis, wo er nun weitere Einsätze in der ersten Liga absolvierte; sein Liga-Debüt gab er am 28. Februar 2015. Am Ende dieser Saison stieg er mit der Mannschaft dann aber in die Zweite Liga ab und wechselte nach dem Ende der Leihe zur Saison 2017/18 auch fest zu Budweis, wo er nun noch einmal eine Spielzeit lang aktiv war.
Für die Spielrunde 2018/19 machte er den Wechsel zu Slovan Liberec, wo er nun wieder in der ersten Liga spielen konnte. Am Ende erreichte er mit seinem Team die Gruppenphase der Europa League 2020/21, wo er auch in mehreren der Partien aktiv dabei war. Für eine Ablöse von 560.000 € schloss er sich zur Saison 2021/22 seinem ehemaligen Jugendklub Sparta Prag an. Dort gewann er dann am Ende der Spielzeit 2022/23 seinen ersten Meistertitel.

### Nationalmannschaft
Sein Debüt im Trikot der A-Nationalmannschaft gab er am 7. September 2020 bei einer 1:2-Niederlage gegen Schottland in der Nations League 2020/21, als er in der Startelf stand. Nach knapp einem Jahr bekam er nach einem Freundschaftsspiel dann auch die Nominierung für den Kader bei der Europameisterschaft 2021, kam hier jedoch nicht zum Einsatz. Es folgten noch ein paar Einsätze in der Qualifikation für die Weltmeisterschaft 2022 sowie mehrere Gruppenspiele der Nations League 2022/23.